# Умирающий лебедь (фильм)
«Умирающий лебедь» (1917) — российский немой художественный фильм Евгения Бауэра. Выпущен 17 января 1917 года.

## Сюжет
Немая танцовщица Гизелла знакомится с Виктором и влюбляется в него. Кажется, что Виктор отвечает ей взаимностью, но вскоре танцовщица обнаруживает его с другой. Увидев Гизеллу в роли умирающего лебедя, художник Глинский, стремящийся изобразить в картине смерть, использует танцовщицу в качестве натурщицы. Глинский пишет её в костюме лебедя, в глазах Гизеллы — выражение скорби. Но когда Виктор раскаивается и получает прощение Гизеллы, художник замечает, что это скорбное выражение исчезает. Тогда он душит танцовщицу и оставляет её в финальной позе «умирающего лебедя».
Таким образом, невольно «героиня „исполняет“ смерть „в реальной жизни“ — как муза вампирического художника, который может завершить свою работу только над её мертвым телом».

## В ролях
- Вера Каралли — Гизелла
- Александр Херувимов — отец Гизеллы
- Витольд Полонский — Виктор Красовский
- Андрей Громов — Валерий Глинский
- Иван Перестиани — друг Глинского

## О фильме
В год выхода фильм вызвал ряд заинтересованных публикаций. В частности, обозреватель «Театральной газеты» писал: «На этот раз г. Бауэр особенно интересен не павильонами, а изысканнейшей натурой». В «Обозрении театров» было отмечено: «Содержание пьесы довольно любопытно, и лента смотрится с интересом».
«Кине-журнал» так оценил фильм:

«Картина выполнена очень удачно. Ласкает глаза чудесная природа Сочи, где была снята эта лента, напряжённое внимание вызывает богатая и интересная изобретательность режиссёра в постановке фантастических эпизодов. Но самое интересное в новой ленте — это, конечно, танцы г-жи Каралли».
В «Вестнике кинематографии» В. Веронин отмечал актёрскую игру и режиссёрские находки.

Хорошим партнером В. А. Каралли был А. А. Громов в роли безумного художника. Артист дал хороший грим и продуманный, твёрдый жест. Хотелось бы только большего удара в сцене задушения. Картина эффектна. В третьем акте режиссёру удаётся создать настроение жути — в сцене сна Гизеллы.
Историк кино В. Вишневский написал: «Нелепый и надуманный сюжет; интересна, главным образом, актёрская игра». Киновед Нея Зоркая оценила фильм как «декадентский узор на лубочной основе».

Когда раскаявшийся в измене Виктор снова у ног молчаливой красавицы и сеньор Керубино согласен на брак, расплата приобретает совершенно декадентский характер. Маньяк Глинский душит свою моделью… Безумец не увидел в глазах Гизеллы обычного выражения скорби (она же теперь с Виктором!). Удушив несчастную, он судорожно бросается к мольберту, чтобы запечатлеть истинный «покой смерти»… Мотив сугубо декадентский. Такова же и атрибутика, обстановка мастерской Глинского, накладывающиеся на лубочный, кустарный, парковый декор фильма в целом… Перья, мерцающий жемчуг, корзины пышных гортензий — и всё это на фоне чёрного бархата — являют собой эффектную декадентскую композицию, кстати, отлично снятую оператором Б. Завелевым. Но это — финал, сама же лента развёртывается как обычная чувствительная любовная история.

С такой оценкой категорически не согласен киновед и режиссёр Олег Ковалов. Он называл фильм «одной из самых эпатажных картин русского экрана». Он писал: «Ничего, кроме декадентства, в нём просто нет. Декадентство здесь — не изящный завиток повествования, а его неровно и нервно пульсирующая плоть».

«Жизнь страшнее смерти» — столь жуткий афоризм выводит изящным почерком в своём девичьем блокнотике грациозная героиня Веры Коралли. На экране загорается и другое изречение: «Величие мира в покое, а самый великий покой — смерть!». И это действительно программные высказывания Бауэра, одержимого мотивами сплетения Эроса и Танатоса. Эти две силы и есть истинные действующие лица истории о том, как безумствующий художник с мефистофельской бородкой в творческих поисках «Настоящей Смерти» приводит в соответствующее состояние ни в чём не повинную (к тому же немую) балерину Гизеллу. И именно любовная линия является здесь не более чем сюжетным условием, воистину «фоном» для этого дикого события.

О. Ковалов также отмечал: «В фильме „Умирающий лебедь“ поразителен экспрессионистский кадр, где массивная угловатая кровать, на которой мечется изнемогающая от кошмаров Гизелла, словно пульсирует во тьме всеми своими ритмически освещаемыми гранями и плоскостями. Вообще же вся эта лента — просто сгусток мистических мотивов Эдгара По: в её образной ткани резонируют и „Лигейя“, и „Маска Красной Смерти“, и „Падение Дома Эшеров“, а от натуральности женской фигуры в саване, что медленно движется к Гизелле по тёмному готическому коридору, просто мороз идёт по коже». Историк кино В. Ф. Семерчук выделил «сцену „Сон Гизеллы“, в ней Бауэр показал свое мастерство владения камерой, создающей неустанным движением вокруг спящей героини причудливый мир, где переплелись явь и сон».
Киновед Михаил Трофименков назвал картину первым российским фильмом ужасов и «первым в мире шедевром кинематографа ужасов». По его мнению, в символическом смысле «фильм Бауэра поставил изысканную точку в истории досоветского кинематографа».
Американский культуролог Ольга Матич писала: «Фильм Бауэра был снят в 1916 г., а вышел на экраны в 1917 г., за месяц до революции. Ретроспективно его можно назвать „лебединой песней“ дореволюционного русского кинематографа, как хореография Фокина, считается, знаменует конец „старого балета“». Она также отмечала декадентский характер фильма: 

«Реальная смерть, а не симулякр в образе живой Гизеллы, вдохновляет сумасшедшего Глинского: смерть делается двигателем творчества. Последний кадр фильма изображает мёртвую женщину — лебедя, напоминая зрителю финал „Умирающего лебедя“. Гизелла становится произведением искусства, заточенная в раму на картине. Смысл до предела декадентский — для вдохновения художнику нужен настоящий женский труп».
Киновед Ирина Гращенкова следующим образом описывала фильм:

«Трагическая новелла — так определён жанр фильма „Умирающий лебедь“. Следовало бы добавить, фантастическая новелла, которую бессмысленно трактовать по законам жизнеподобия. В ней два ключевых эпизода условны и фантасмагоричны — танец и сон героини, когда к ней приходит в белых одеждах сама смерть. Пластическая деталь, связывающая сон и танец — руки. Режиссёр использовал в фильме симфонию рук: в сцене сна — угрожающе тянущиеся к героине, в сцене танца это — пытающиеся поднять её крылья. Движения и перегибания рук, игра кисти, трепет пальцев». 
Особо отмечалась главная женская роль.

Прима-балерина Императорского Большого театра, участница «Русских сезонов» в Париже Вepa Каралли именно в этой роли, одной из лучших в двух десятках сыгранных ею в кино, соединила мастерство танцовщицы, скромное, но несомненное дарование актрисы, обаяние и женственность. Она не раз играла роли балерин, танцовщиц, но только Бауэр ввёл её танец в сердцевину драматургии, в эстетику фильма, превратил в монолог, для чего замкнул героини уста немотой.
И. Гращенкова также написала о выразительности сцен, снятых вне павильона.

В фильме «Умирающий лебедь» основное пространство действия — Крым, его экзотическая, романтическая, пряная природа. Натурные съёмки шли в Сочи. Фильм рождался как симфония белого апокалиптического цвета, растворяющегося, истаивающего под жгучим южным солнцем. Лестница к морю, украшенная большими вазами, колоннада дачи, а также летние костюмы героев, платья, шляпы, бальная пачка героини смотрелись, как мираж.

## Другие факты
- Премьера фильма состоялась 30 января (17 января по ст. стилю) 1917 года[1][2].
- Съёмки проводились в окрестностях Сочи[20].